# Estádio Dr. Horácio Antônio Costa
Artykuł ten został zgłoszony do umieszczenia na stronie głównej w rubryce „Czy wiesz”.
Pomóż nam go sprawdzić: oceń zgłoszoną nominację.
Estádio Dr. Horácio Antonio da Costa (właśc. Centro Recreativo e Esportivo de Campinas Doutor Horácio Antônio da Costa) – stadion piłkarski w Campinas. Nieoficjalnie nazywany był estádio da Mogiana. W latach 40. i 50. XX wieku był uważany za jeden z najnowocześniejszych brazylijskich stadionów. Rozgrywały na nim mecze takie drużyny jak EC Mogiana, Guarani FC oraz AA Ponte Preta. Od roku 2023 pozostaje zamknięty.

## Historia

### Estádio da Mogiana
Stadion został wybudowany dla EC Mogiany, drużyny pracowników brazylijskiej firmy kolejowej Companhia Mogiana de Estradas de Ferro. 29 czerwca 1933 roku wybrano lokalizację pod przyszły obiekt sportowy, a 7 września 1936 roku postawiono kamień węgielny pod budowę stadionu. Część konstrukcji stadionu została wykonana z resztek materiałów używanych do budowy torów kolejowych.

Mecz otwarcia stadionu (14 lipca 1940)

Mecz otwarcia rozegrano 14 lipca 1940 roku pomiędzy EC Mogianą a Uberabą SC. Spotkanie zakończyło się wynikiem 1:1.
Stadion otrzymał imię Horácio Antônio da Costa, który był członkiem zarządu EC Mogiany i głównym inżynierem budowy stadionu. Pomnik upamiętniający jego postać znajduje się przy jednej z trybun. Stadion nazywano nieoficjalnie estádio da Mogiana (stadionem Mogiany).
Wybudowany stadion uważany był za symbol nowoczesności. Miał trybunę, mechaniczną tablicę wyników, kabiny radiowymi, system odwodnienia i miał 4000 miejsc. Określany jest jako jeden z najnowocześniejszych brazylijskich stadionów tamtego okresu, tj. w latach 40. i 50. XX wieku. Pod względem jakości i architektury miał ustępować jedynie Pacaembu w São Paulo i São Januário w Rio de Janeiro.
Jako że był to pierwszy w Campinas stadion z oświetleniem, w 1948 odbył się tu pierwszy nocny pojedynek pomiędzy Guarani FC a AA Ponte Preta. Spotkania między tymi drużynami określano jako Derby Campineiro. Mecz rozegrany 18 kwietnia 1948 Guarani wygrało 5–2. 
W latach 1941–1950 derby Campineiro rozegrane zostały na tym stadionie łącznie 10 razy: obie drużyny odnotowały po 5 zwycięstw. Guarani FC rozgrywali na nim mecze jako drużyna domowa, ponieważ ich stary stadion (Pastinho) był w remoncie. AA Ponte Preta nie mieli z kolei własnego boiska, a wcześniej grali na Estádio do Hipódromo. 
EC Mogiana kontaktowała się z CBD (obecnie CBF), udostępniając wszystkie klubowe obiekty, w tym stadion, na Mistrzostwa Świata w 1950 roku, gdyby organizacja ich potrzebowała. 
W pewnym momencie stadion miał móc pomieścić 10 000 osób.
W 1959 roku drużyna EC Mogiana zajęła ostatnie miejsce w Championship, co oznaczało koniec rok rozgrywek zawodowych drużyny.

### 1971–2011
W 1971 roku Companhia Mogiana de Estradas de Ferro, wraz ze stadionem, została przejęta przez firmę FEPASA, a stadion trafił pod zarząd stanu São Paulo. W 1985 roku stadion został przemianowany na Centro Educativo Recreativo Esportivo do Trabalhador de Campinas. W latach 80. XX wieku był siedzibą klubu EC Gazeta, a od 1996 do 2009 – Campinas F.C..
W 2009 roku na stadionie zostały zamknięte trybuny mogące pomieścić ponad 4000 osób. Późniejsze mecze odbywały się bez udziału publiczności. Ostatni oficjalny mecz na stadionie został rozegrany 12 stycznia 2011 roku pomiędzy Red Bull Brasil a Athletico-PR w ramach Copa São Paulo de Futebol Júnior.

### Po 2011
W 2019 roku część zabudowań stadionu jest wpisano do rejestru CONDEPACC oraz CONDEPHAAT, co zobowiązuje właściciela do zachowania m.in. boiska, dwóch trybun oraz budynku administratora. W 2023 został zamknięty z powodów technicznych. Jesienią 2024 roku stan SP zdecydował o wystawieniu stadionu na licytację. Cena minimalna za działkę o powierzchni 26 500 metrów kwadratowych wyniosła 28,6 mln R$. Nie wpłynęła żadna oferta kupna.

## Wydarzenia
Mistrzostwa, które zostały rozegrane na stadionie:
- Jogos Abertos do Interior(inne języki): 1945[5]
- Copa São Paulo de Futebol Júnior(inne języki): 1984, 1986, 1990, 1992, 1993, 1995, 2009, 2010, 2011[4]

Na stadionie dziesięciokrotnie rozegrane zostały Derby Campineiro, czyli spotkania pomiędzy Guarani FC a AA Ponte Preta. Obie drużyny odnotowały w tym miejscu po pięć zwycięstw.